# Манива (город)
Манива (яп. 真庭市 Манива-си) — город в Японии, находящийся в префектуре Окаяма. Площадь города составляет 828,43 км², население — 46 518 человек (1 августа 2014), плотность населения — 56,15 чел./км².

## Географическое положение
Город расположен на острове Хонсю в префектуре Окаяма региона Тюгоку. С ним граничат города Цуяма, Такахаси, Ниими, посёлки Кибитюо, Мисаки, Кагамино и село Синдзё.

## Население
Население города составляет 46 518 человек (1 августа 2014), а плотность — 56,15 чел./км². Изменение численности населения с 1980 по 2005 годы:
| 1980 | 60 586 чел. |  |
| 1985 | 60 196 чел. |  |
| 1990 | 58 754 чел. |  |
| 1995 | 56 607 чел. |  |
| 2000 | 54 747 чел. |  |
| 2005 | 51 782 чел. |  |